# Paraná Vôlei Clube
Paraná Vôlei Clube foi um clube de voleibol de Curitiba, Paraná. Sua equipe de vôlei feminino, patrocinada pela Rexona, conquistou, em 1997/98 e 1999/00, os títulos da Superliga Brasileira de Voleibol.
Após 2003, a Rexona montou uma parceria com a Unilever, e ambas passaram a patrocinar o Rio de Janeiro Vôlei Clube, dando fim ao Paraná Vôlei.

## História
Sua história começou em março de 1997, quando foi criada a equipe do Rexona de voleibol em Curitiba. "Rexona" era na verdade o nome fantasia do Paraná Vôlei Clube, que funcionava como um clube empresa. Porém ao clube estava também subordinado o Centro de Excelência do Voleibol, espécie de projeto social da Unilever, sediado no Ginásio do Tarumã.
Havia uma parceria com o Governo do Estado do Paraná, sendo que este último responsabilizava-se pela reforma e manutenção do ginásio, escolha das escolas estaduais para a implantação dos núcleos de iniciação esportiva e pagamento dos professores. Já a Unilever arcava com os custos referentes à equipe profissional, além de compra de material esportivo para os professores e alunos do projeto, bem como pagamento dos professores do Núcleo Tarumã e organização dos cursos de capacitação e aperfeiçoamento.
A equipe foi montada e iniciou-se as atividades em julho sob o comando do técnico Bernardinho e começou fazendo sua primeira partida contra a seleção brasileira juvenil, com vitória por 3 sets a 0.
Em dezembro de 1997, o time recém-formado disputou sua primeira principal competição, a Superliga 97/98. O time era formado por jogadoras experientes e de destaque como Fernanda Venturini e Érika. O time assim, comandado pelo técnico Bernardinho foi campeão da Superliga 97/98, vencendo os Leites Nestlé na final melhor de cinco jogos.
No ano seguinte o Rexona fica em 2° lugar na Superliga 98/99, ao perder o título para o Uniban/São Bernardo. Em novembro de 1999 o Rexona disputa o Campeonato Carioca como convidado, levando o título de forma invicta, sem perder nenhum set.
Na Superliga 99/00, regido por Fernanda Venturini, eleita a melhor jogadora do torneio, o técnico Bernardinho e destaques como Elisângela e Walewska, o Rexona conquista o bicampeonato da Superliga. Em agosto o Rexona conquista a Copa Uberlândia e em novembro a equipe é vice-campeã da Taça Premium. Em 2001 obteve o bronze no Campeonato Carioca e o título da Supercopa dos Campeões.
Em 2003, a empresa Unilever decide unir ao Rexona a marca AdeS, mudando o nome de fantasia para Rexona Ades; da mesma forma o projeto social também tem o nome alterado para "Centro Rexona Ades de Voleibol". Em março de 2004, todo o projeto de vôlei profissional da Unilever foi transferido para o Rio de Janeiro Vôlei Clube, numa estratégia da empresa de conquistar novos mercados consumidores. Segundo a pesquisadora Juliana Vlastuin, havia também o temor por parte da empresa de que a troca no governo estadual pudesse significar o fim da parceria entre o Governo do Paraná e a empresa, deixando a equipe sem ginásio para treinar e mandar seus jogos.
Em julho de 2005, a coordenação e o gerenciamento do Centro Rexona Ades de Voleibol passaram a ser realizados pelo Instituto Compartilhar, uma ONG que havia sido fundada, em março de 2003, no Rio de Janeiro, por Bernardinho. Os  projetos sociais da Unilever no Paraná foram todos mantidos, no entanto, o Paraná Vôlei Clube acabou extinto.

## Títulos
- Campeão do Campeonato Paranaense de Voleibol: 2003.
- Campeão da Supercopa dos Campeões de Vôlei: 2001.
- Campeão da Copa Uberlândia: 2000.
- Bicampeã da Superliga Brasileira de Voleibol: 97/98 e 99/00.